# H0H 0H0
H0H 0H0 ist eine Postleitzahl der kanadischen Post, an die seit 1982 Briefe für den Weihnachtsmann adressiert werden können. Sie folgt in ihrem Aufbau dem in Kanada üblichen Schema für Postcodes, die aus einer Folge „Buchstabe - Ziffer - Buchstabe - Ziffer - Buchstabe - Ziffer“ bestehen. Die erste Dreierkombination in diesem System dient dabei der überregionalen Zuordnung einer Postsendung, die zweite Dreierkombination der lokalen Zustellung. Der Buchstabe „H“ an erster Stelle ist dabei der Metropolregion Montreal zugeordnet. Der Code „H0H 0H0“, eine Anspielung auf den traditionellen Ausruf „Ho Ho Ho!“ des Weihnachtsmanns in Nordamerika, stellt somit eine Ausnahme von diesem System dar.
| Englisch                              | Französisch                        |
| ------------------------------------- | ---------------------------------- |
| Santa Claus North Pole H0H 0H0 CANADA | Père Noël Pôle Nord H0H 0H0 CANADA |

Durch den eigenen Postcode ist aber sichergestellt, dass unabhängig von der Sprache oder sonstigen Angaben in der Anschrift keine an den Weihnachtsmann gerichtete Sendung verloren geht. Die Kanadische Post erhält pro Jahr rund eine Million Sendungen, die an diesen Code adressiert sind. Die Gesamtzahl der Sendungen seit 1982 beträgt über zehn Millionen. Rund 15.000 freiwillig tätige Mitarbeiter der Post sorgen dafür, dass jeder dieser Briefe in der Sprache beantwortet wird, in der er geschrieben wurde.